# Wash Tubbs
Wash Tubbs est un comic strip d'aventure humoristique créé par l'Américain Roy Crane et diffusé de 1924 à 1988 par Newspaper Enterprise Association.
Washington Tubbs II (son titre jusqu'en 1926) est d'abord une bande quotidienne humoristique centré sur un jeune employé d'épicerie. Crane en fait cependant après quelques mois l'un des premiers comic strip d'aventures, associant Tubbs à divers personnages secondaires marquants, comme l'aventurier Captain Easy qui apparaît en 1929 et devient vite plus populaire que Tubbs. Lorsque la série accède à la planche dominicale en 1933, c'est sous le titre Captain Easy, et Tubbs en est absent.
En 1937, Crane confie cette page du dimanche à son associé Leslie Turner (en), puis en 1943 la bande quotidienne, qui est officiellement renommée Captain Easy en 1949. Les strips quotidiens et la page du dimanche continuent cependant à présenter des arcs narratifs différents, celle-ci étant généralement humoristique tandis que ceux-là alternent entre aventure et humour. En 1969, Turner confie la série à ses assistants Bill Crooks et Jim Lawrence, qui la signent jusqu'à son arrêt en 1988.

## Historique de la publication
Wash Tubbs est un comic strip créé par Roy Crane, dont le premier épisode paraît le 14 avril 1924. À l'origine il est intitulé Washington Tubbs II et se présente comme un strip humoristique proposant un nouveau gag chaque jour mettant en scène le personnage éponyme. Rapidement Crane décide de proposer des histoires à suivre et dans la douzième semaine il transforme la série et en fait le premier strip d'aventure. La première histoire de ce genre présente Tubbs quittant le magasin dont il s'occupait pour faire partie d'un cirque. Durant ses aventures il rencontre Bull Dawson qui va devenir son ennemi récurrent et Captain Easy qui partage ses aventures. Ce dernier apparaît le 6 mai 1929 et devient petit à petit le personnage principal au point que, en 1933, Roy Crane crée une série qui lui entièrement consacrée, Captain Easy, Soldier of Fortune, paraissant en planche du dimanche. Dans le strip quotidien Tubbs devient un second rôle de moins en moins important durant les années 1940. En 1943, Roy Crane abandonne la série pour créer le nouveau strip Buz Sawyer ; Wash Tubbs est alors repris par Leslie Turner qui travaillait sur Captain Easy depuis 1937. En 1949, Turner renomme le strip quotidien en Captain Easy puisque Wash Tubbs a perdu toute importance. Turner travaille sur la série jusqu'en 1969 et la laisse à son assistant Bill Crooks. La série s'achève le 10 janvier 1988.

## Personnages principaux
- Washington Tubbs II, dit Wash Tubbs.
- Captain Easy. Américain du sud des États Unis, taciturne, solide, cachant un passé mystérieux.

## Analyse de l'œuvre
Roy Crane a été influencé par les dessins de l'artiste Ethel Hays, auteure de dessins de presse et de comic strips.

## Recueil

### En anglais
Dans les années 1930 Wash Tubbs est réimprimé dans des Big Little Books (6 numéros à peu près) puis dans les années 1940 dans des comics édités par Dell Comics (6 numéros).
De 1987 à 1992, NBM Publishing, dans sa collection Flying Buttress, réédite l'intégralité du comic strips dessiné par Roy Crane. Dix-huit volumes sont édités.

## En français
- Wash Tubbs, Slatkine :

1. La Comtesse russe, 1982.  (ISBN 2-05-100419-6)